# Adak (wyspa)
Adak (aleuc. Adaax) – wyspa na Oceanie Spokojnym, należąca do grupy Wysp Andrejanowa, w archipelagu Aleutów.
Na wyspie znajduje się miasto Adak, będące najbardziej wysuniętą na południe miejscowością Alaski. Najwyższym wzniesieniem na wyspie jest stratowulkan Mount Moffett (1196 m n.p.m.).
Podczas II wojny światowej na wyspie powstała baza lotnicza US Navy, funkcjonująca następnie przez cały okres zimnej wojny. Baza została zlikwidowana w 1997 roku.